# Forces Armades de Catalunya
|  | Aquest article tracta sobre l'exèrcit d'una futura Catalunya independent. Vegeu-ne altres significats a «Història militar de Catalunya». |

Les Forces Armades de Catalunya serien el braç militar de la Catalunya independent en cas de consumar-se el procés sobiranista d'aquest país. El model que haurien de seguir aquestes forces armades és objecte de debat. Una possibilitat que s'ha avançat és un model com el danès, el suís o l'israelià. Una altra opció consistiria a militaritzar els Mossos d'Esquadra, encara que aquesta opinió ha estat criticada per diversos experts en l'àmbit militar. Existeix també un debat sobre si Catalunya hauria d'adherir-se a l'OTAN, en part perquè l'electorat català votà en contra de la permanència d'Espanya a l'Aliança Atlàntica en el referèndum celebrat el 1986.